# Comal County
Comal County je okres ve státě Texas v USA. K roku 2010 zde žilo 108 472 obyvatel. Správním městem okresu je New Braunfels. Celková rozloha okresu činí 1 489 km².